# Kotzert
Kotzert ist eine Ortslage in der bergischen Großstadt Solingen.

## Geographie
Kotzert liegt auf einer Anhöhe im Norden des Stadtteils Wald unmittelbar an der Stadtgrenze zu Haan. Der Ort befindet sich entlang der nach ihm benannten Kotzerter Straße südlich der Ortslage Kotzerter Stöcken und südlich der auf Haaner Stadtgebiet befindlichen Orte Schmachtenberg und Irdelen. Südöstlich von Kotzert liegen Igelsforst, Widerschein, Sonnenschein und Kneteisen. Im Osten befinden sich Holz, Knynsbusch, der Zieleskotten sowie die Bausmühle und Eschbach.

## Etymologie
Der Ortsname könnte eine Abkürzung für das Wort Konradsacker sein. Hinter der Wortendung -ert, die von -art abgeleitet ist, verbirgt sich eine uralte Bezeichnung für ein Ackerland. Das Bestimmungswort Kotz- könnte auf den Personennamen Konrad hindeuten.

## Geschichte
Kotzert war in Form einer bergischen Hofschaft bereits im 14. Jahrhundert vorhanden und wurde 1382 als in der Kotzart urkundlich erwähnt.
Der Ort ist im Jahre 1715 in der Karte Topographia Ducatus Montani, Blatt Amt Solingen, von Erich Philipp Ploennies mit einer Hofstelle verzeichnet und als Kozert benannt. Er gehörte zur Honschaft Itter innerhalb des Amtes Solingen. Die Topographische Aufnahme der Rheinlande von 1824 verzeichnet den Ort als Kotzert und die Preußische Uraufnahme von 1844 ebenfalls als Kotzert. In der Topographischen Karte des Regierungsbezirks Düsseldorf von 1871 ist der Ort hingegen nicht verzeichnet.
Nach Gründung der Mairien und späteren Bürgermeistereien Anfang des 19. Jahrhunderts gehörte Kotzert zur Bürgermeisterei Wald, dort lag er in der Flur II. (Holz). 1815/16 lebten 55, im Jahr 1830 61 Menschen im als Weiler bezeichneten Kotzert. 1832 war der Ort Teil der Ersten Dorfhonschaft innerhalb der Bürgermeisterei Wald. Der nach der Statistik und Topographie des Regierungsbezirks Düsseldorf als Hofstadt kategorisierte Ort besaß zu dieser Zeit zwölf Wohnhäuser und sieben landwirtschaftliche Gebäude. Zu dieser Zeit lebten 46 Einwohner im Ort, davon 20 katholischen und 26 evangelischen Bekenntnisses. Die Gemeinde- und Gutbezirksstatistik der Rheinprovinz führt den Ort 1871 mit acht Wohnhäusern und 43 Einwohnern auf. Im Gemeindelexikon für die Provinz Rheinland von 1888 werden für Kotzert acht Wohnhäuser mit 57 Einwohnern angegeben. 1895 besitzt der Ortsteil sieben Wohnhäuser mit 52 Einwohnern, 1905 werden sechs Wohnhäuser und 51 Einwohner angegeben.
Mit der Städtevereinigung zu Groß-Solingen im Jahre 1929 wurde Kotzert ein Ortsteil Solingens.